# VR-Bank Ehningen-Nufringen
Die VR-Bank Ehningen-Nufringen eG ist eine Genossenschaftsbank mit Sitz in der baden-württembergischen Gemeinde Ehningen im Landkreis Böblingen.

## Geschichte
Die heutige VR-Bank Ehningen-Nufringen eG entstand im Jahr 2017 aus der Fusion der Ehninger Bank eG mit dem Sitz in Ehningen und der Nufringer Bank -Raiffeisen- eG mit dem Sitz in Nufringen. Mit Eintrag ins Genossenschaftsregister am 6. Juli 2017 fusionierten beide Institute zur neuen VR-Bank Ehningen-Nufringen eG.
Gegründet wurde die Bank für die Nufringer am 8. Januar 1897 von 58 Mitgliedern als „Darlehenskassenverein Nufringen eGmbH“. In Ehningen entstand der ursprüngliche „Darlehenskassenverein Ehningen im Gäu eGmuH“ am 11. Februar 1912 mit Zusammenschluss von 39 Bürgern der damals etwa 1500 Einwohner zählenden Gemeinde.
Hintergrund war jeweils – wie bei vielen ähnlichen Gründungen – die Einsicht, dass man die damals herrschende Not in weiten Kreisen von Landwirtschaft, Handwerk und Handel am besten gemeinsam bekämpfen konnte. Kredite bekamen die „kleinen Leute“ damals praktisch nur von Wucherern. Umgekehrt gab es für kleine Sparer kaum Möglichkeiten, ihre Notgroschen verzinslich anzulegen. Mit der Gründung von Genossenschaftsbanken nach den Vorbildern von Friedrich Wilhelm Raiffeisen und Hermann Schulze-Delitzsch, aufbauend auf den Prinzipien der Selbsthilfe, Selbstverantwortung und Selbstverwaltung, wurden hier wirksame Selbsthilfeeinrichtungen geschaffen.
Nachdem die erste Bankstelle des „Darlehenskassenverein Nufringen eGmbH“ noch im Wohnzimmer des ersten Rechners situiert war, wurde 1930 ein Lagergebäude in der Bahnhofstraße in Nufringen neu errichtet und genutzt. 1945 wurde es im Zweiten Weltkrieg zerstört und erst 1958 an gleicher Stelle wieder aufgebaut. 1970 wurde das neue Gebäude in der Hauptstraße in Nufringen eingeweiht. 1972 wurde eine angestrebte Fusion mit der Volksbank-Raiffeisenbank Herrenberg eG – der heutigen Volksbank in der Region eG – durch die Mitglieder abgelehnt. 1997 wurde das 100-jährige Jubiläum gefeiert.
Im Jahr 1929 bezog die Ehninger Bank, damals noch unter dem Namen „Darlehenskassen-Verein Ehningen im Gäu eGmuH“ erstmals eigene Räume im damaligen Lagerhaus an der Bahnhofstraße. Im Jahr 1960 wurde das Bankgeschäft durch Verlagerung in das neu erbaute Gebäude Königstraße 30 vom Warengeschäft räumlich getrennt. Bald wurde dieses Haus zu klein für die wachsende Bank, sie zog um in das 1975 fertiggestellte heutige Bankgebäude. 1997 wurde es aufgrund des gestiegenen Geschäftsumfangs um ein 2. Stockwerk erweitert. In der Zeit von November 2002 bis Mai 2003 hat die Bank ihr Gebäude modernisiert. 2012 wurde das hundertjährige Jubiläum mit einer Reihe von Veranstaltungen gefeiert.
Ein Abriss der Geschichte der VR-Bank Ehningen-Nufringen eG ist auf der Homepage der Bank hinterlegt.

## Rechtsverhältnisse
Die VR-Bank Ehningen-Nufringen eG ist im Genossenschaftsregister beim Amtsgericht Stuttgart unter GnR 240142 eingetragen.

## Organisationsstruktur
Rechtsgrundlagen sind das Genossenschaftsgesetz und die durch die Generalversammlung beschlossene Satzung. Organe der Bank sind der Vorstand, der Aufsichtsrat und die Generalversammlung.

## Sicherungseinrichtung
Die VR-Bank Ehningen-Nufringen eG ist der amtlich anerkannten Sicherungseinrichtung des Bundesverbandes der Deutschen Volksbanken und Raiffeisenbanken GmbH und der zusätzlichen freiwilligen Sicherungseinrichtung des Bundesverbandes der Deutschen Volksbanken und Raiffeisenbanken e.V. angeschlossen. Gesetzlicher Prüfungsverband ist der Baden-Württembergische Genossenschaftsverband (BWGV).

## Geschäftsausrichtung
Die VR-Bank Ehningen-Nufringen eG betreibt das Universalbankgeschäft. Die Produkte umfassen neben Sparkonto, Zahlungsverkehr bis zu Außenhandelsgeschäften auch elektronische Direktbankleistungen. Darüber hinaus ist die Bank unter anderem in den Geschäftsbereichen Immobilienvermittlung, Versicherungen und Bausparen tätig. Im Verbundgeschäft arbeitet sie mit der DZ Bank, R+V Versicherung, Bausparkasse Schwäbisch Hall, Teambank, VR Smart Finanz,  DZ Hyp, Münchener Hypothekenbank und der Union Investment zusammen. Darüber hinaus arbeitet die VR-Bank Ehningen-Nufringen eG mit der Süddeutschen Krankenversicherung und der GENO Energie zusammen.
Die Bank gehört zur Genossenschaftlichen FinanzGruppe Volksbanken Raiffeisenbanken. Sie ist Mitglied im Bundesverband der Deutschen Volksbanken und Raiffeisenbanken (BVR).

## Gesellschaftliches Engagement
Die Bank unterstützt örtliche Vereine, gemeinnützige Einrichtungen, Kindergarten- und Schulprojekte, Sportveranstaltungen in Ehningen, Nufringen und Umgebung. Sie engagiert sich zudem bei örtlichen Projekten oder in den Gewerbe- und Handelsvereinen; sie organisiert Seniorennachmittage und unterstützt die örtliche Gemeinschaftsschule.

## Geschäftsgebiet
Das Geschäftsgebiet liegt im Zentrum des Landkreises Böblingen. Ihr Geschäftsgebiet umfasst die Gemeinden Ehningen und Nufringen.
An diesen Orten betreibt die Bank Filialen:
- Ehningen (Hauptstelle, jur. Sitz)
- Nufringen (Geschäftsstelle)